# Klausberge

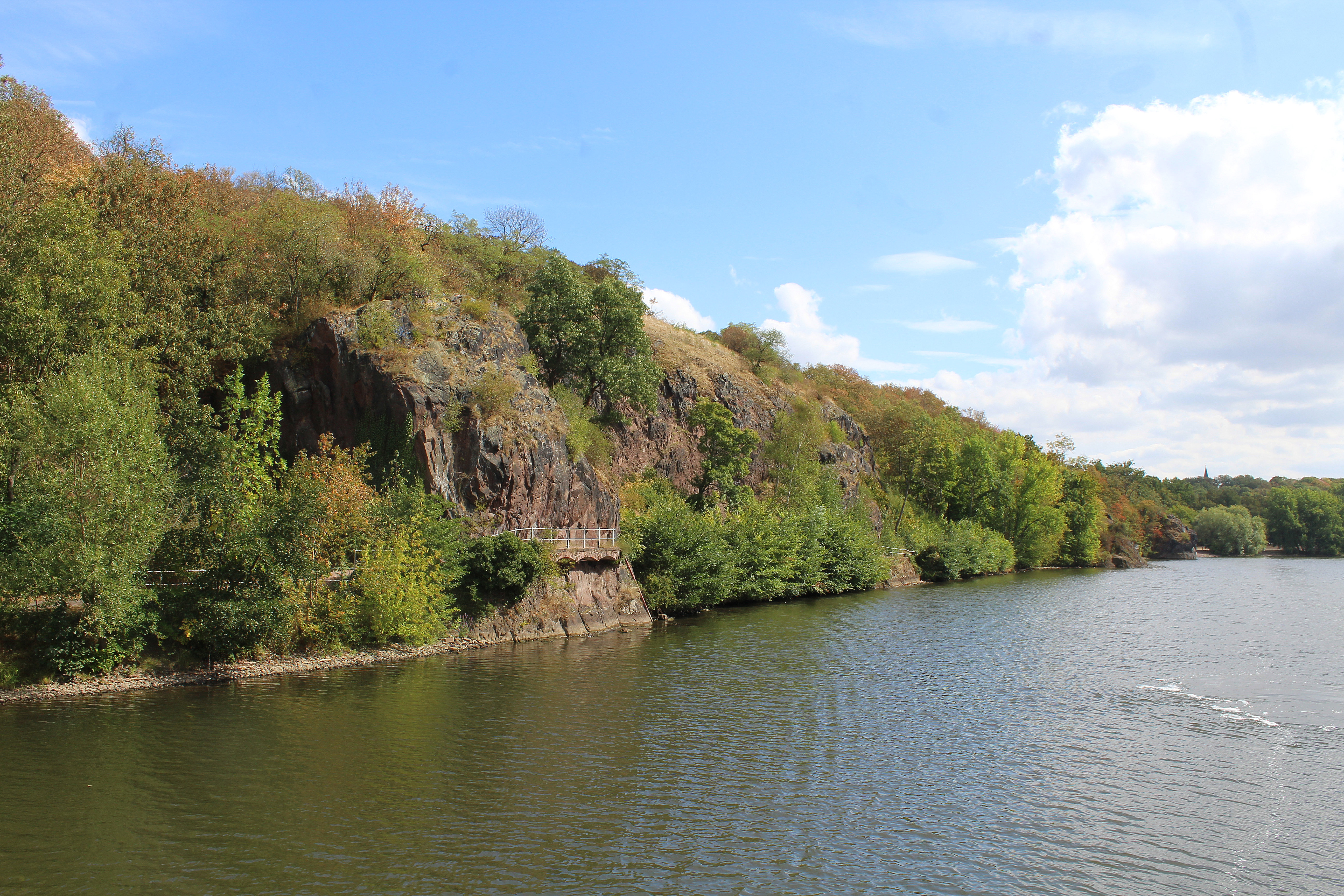
Klausberge am Saaleufer

Die Klausberge am rechten Ufer der Saale im Norden von Halle (Saale) im Stadtteil Trotha sind eine Porphyrfelsengruppe, die als  flächenhaftes Naturdenkmal ein Areal von ca. 4,5 ha einnehmen und 15 bis 20 m über dem Niveau der Saale sowie 115 m über dem Meeresspiegel liegen.

## Geologie
Die Klausberge, Teil des Halleschen Porphyrkomplexes und geprägt durch den Oberen Halleschen Porphyr, verdanken ihre Entstehung vulkanischen Ausbrüchen von flüssigen Quarzporphyrmassen im unteren Perm vor ca. 250 Millionen Jahren. Durch den zähflüssigen Zustand der Laven kam es nicht zu gleichmäßigen und weiten Fließbewegungen, so dass sich vielfach Trümmerporphyre bildeten, die u. a. am Felsen unterhalb der Burg Giebichenstein zu sehen sind.

## Bedeutung als Naturdenkmal

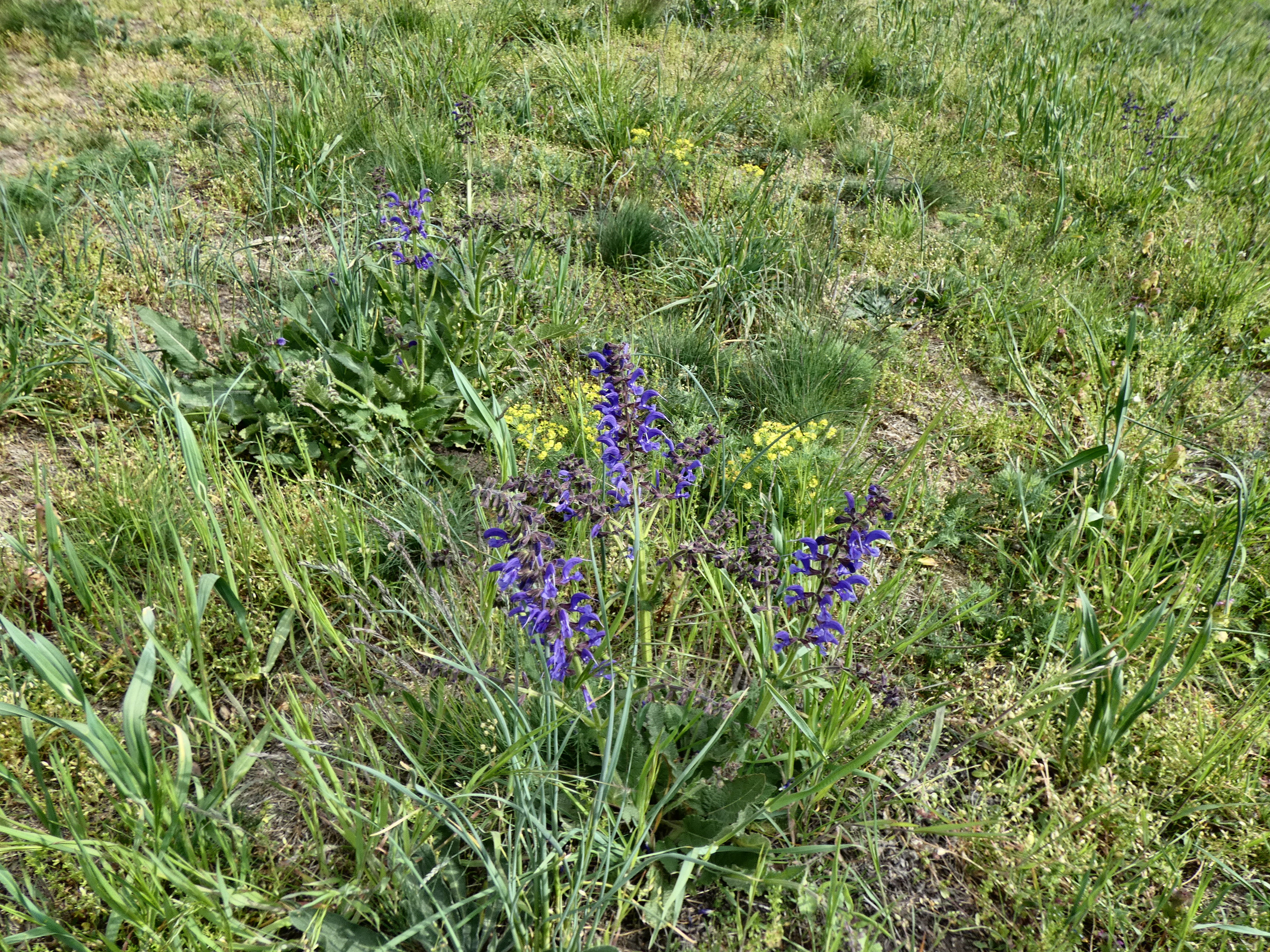
Wiesenflora auf dem Plateau der Klausberge

Die Porphyrkuppenlandschaft der Klausberge mit ihren Felshängen, Felsrücken und Kuppen ist Teil des Naturparks Unteres Saaletal.
An den Porphyrkuppen und dem Saalehang wechseln sich Trockenrasen, Halbtrockenrasen, Felsfluren, Magerrasen und Heiden ab. Ebenso zeichnen sich die Klausberge durch sukzessiv entstandene Wald- und Gehölzstrukturen sowie einst vom Hallischen Verschönerungsverein Anfang des 20. Jahrhunderts gepflanzte Fliederbestände aus.
Auf den Trockenstandorten kommen Arten wie Federgras, Perlgras, Kuhschelle, Knabenkräuter, Frühlings-Adonisröschen, Wiesensalbei oder Kugelblume vor. Vor allem im Frühsommer beeindruckt die Pflanzengemeinschaft durch ihre Farbenpracht. Es herrscht eine auffällige Insektenfauna vor. Die Klausberge dienen damit als wichtiger Lebens- und Rückzugsraum für zahlreiche Tier- und Pflanzenarten, aber auch als Erholungsraum für die Bevölkerung.

## Geschichte
Die auch Trothaer Berge genannten Klausberge reichten in früheren Zeiten im Norden bis an die Trothaer Kirche heran, wo schon im 12. Jahrhundert ein Steinbruch betrieben wurde.
Bereits 1116 soll sich ein Eremit in den Bergen angesiedelt haben. Fast 100 Jahre später kam ein weiterer Einsiedler, ein Mönch des in Florenz gegründeten Bettelordens der Serviten oder Marienknechte, auf den Berg, dem weitere Brüder folgten. Nach der abgeschiedenen Einsiedelei, der Klause oder der Klus, in der die Mönche lebten, wurden später die Berge benannt, noch 1424 „Des Kluseners Berg“. Am Fuße des Berges errichteten die Klausner eine Kapelle, die Maria und dem heiligen Jakobus geweiht war. Im Jahre 1216 wurde ihnen vom Erzbischof Albrecht II. ein Hof in Trotha mit Land, später das gesamte Berggelände und ein weiterer Hof übereignet. Die Zahl der Klausbergmönche nahm ständig zu, so dass sie 1306 ihren Wohnplatz verließen und nach Halle zogen. Lediglich zwei Mönche verblieben bis zur Reformation auf den Klausbergen, wo sie Gottesdienste abhielten.
Der Berg gingen zunächst an das Neue Stift, später an das Amt Giebichenstein über, das das Areal als Schafweide nutzte. Im 19. Jahrhundert wurde der Berg durch Steinbrucharbeiten weiter eingeengt, auch wurden Teile weggesprengt, die die Schifffahrt behinderten.
1871 nahm sich der Hallische Verschönerungsverein dem Terrain an. Man bepflanzte die Hänge mit Bäumen, vor allem mit Flieder, und legte Wege an.

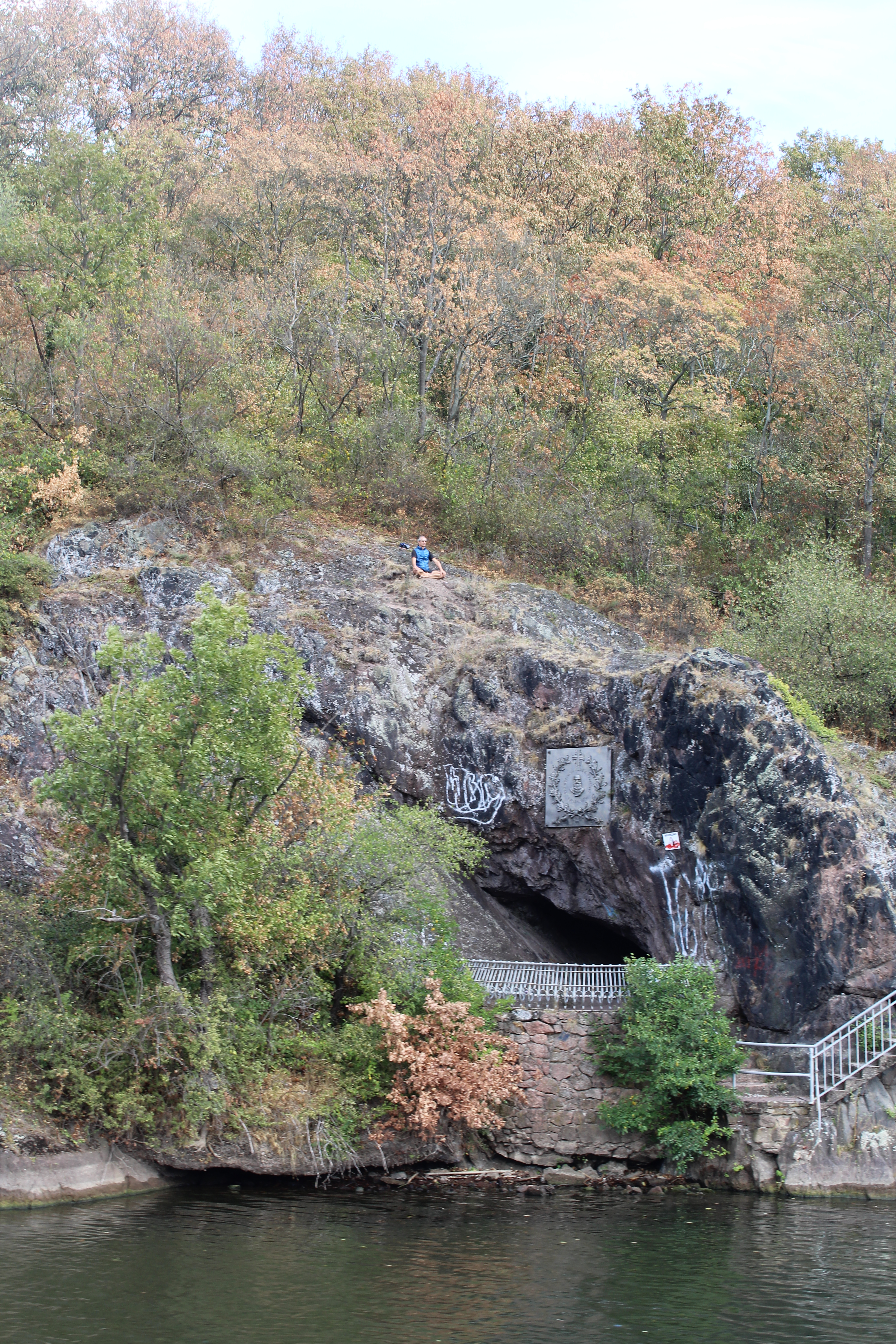
Die Jahnhöhle von der Saale gesehen

1912 kaufte die Stadt Halle das Areal vom Land Preußen für 50.000 Mark, um unterhalb des Berges einen Abwasserkanal anzulegen. Man nutzte dafür auch den bereits im 17. Jahrhundert angelegten Treidelweg, auf dem die Treidler die Schiffe saaleaufwärts zogen.
Von 1890 bis 1922 befand sich vor dem heutigen Treppenaufgang zur Jahnhöhle ein von Joseph Kaffsack errichtetes riesiges Zwei-Kaiser-Denkmal.
Bekannt wurden die Klausberge vor allem durch die Dichter Joseph von Eichendorff und Ludwig Hölty sowie durch Friedrich Ludwig Jahn. An Eichendorff erinnert die Eichendorffbank und an Jahn die Jahnhöhle.
Auch der lyrische Dichter Hölty, der wie Eichendorff ein Jahr in Halle studierte, besang in seinen Versen das liebliche Saaletal. Auf einer Felsenkuppe gegenüber der Kröllwitzer Papierfabrik soll die so genannte Höltybank gestanden haben.
Am Abend des 17. September 1822 soll die Dichterin Luise Brachmann von einem Felsvorsprung vor der Jahnhöhle aus Liebeskummer in die Saale gesprungen sein. Nach Schultze-Galléra ist es jedoch wahrscheinlicher, dass sie sich in der Nähe der Steinmühle in die Saale stürzte. Dieser Felsvorsprung, auch Brachmann-Felsen oder „Halzbrecherfelsen“ genannt, wurde 1850 zu einem großen Teil weggesprengt.